# Amaya (pel·lícula de 1952)
Amaya és una pel·lícula espanyola dirigida per Lluís Marquina i Pichot i estrenada l'any 1952 basada en la novel·la de Francisco Navarro Villoslada de l'any 1879 Amaya o los vascos en el siglo VIII. Rodada en blanc i negre en alguns escenaris naturals de Burgos i Àlaba.

## Argument
El príncep got Ranimiro i la seva filla Amaya són fets presoners per Iñigo, capdill dels bascons. Ell és jutjat pel Consell d'Ancians, però Iñigo s'enamora d'Amaya, sense saber que és descendent del patriarca basc Aitor, i que segons la llegenda qui es casi amb ella serà rei de Bascònia. Mentrestant, els visigots s'enfronten a una nova amenaça, els sarraïns.

## Repartiment
- José Bódalo: Teodosio
- Rafael Luis Calvo: Eudonio
- Susana Canales: Amaya
- Ramón Elías: Germà Paconio
- Armando Moreno: Capità Munio
- Julio Peña: Iñigo García
- Pedro Porcel: Vladimiro
- Porfiria Sanchiz: Amagoya

## Producció
És una de les poques pel·lícules espanyoles fetes sobre els visigots. La trama i els personatges mostren certa influència de l'Ivanhoe de Richard Thorpe i també hi ha un fort antisemitisme. Mostra l'"esperit de la croada" i glorificació del passat promogut per les autoritats franquistes, establint paral·lelismes entre la reconquesta i la guerra civil espanyola. Estrenada a Sant Sebastià l'1 d'octubre de 1952, no va tenir gaire bona acollida del públic. El 22 de juny de 1984 fou emesa amb el programa de TVE La clave, on es va criticar el fet que s'abusés del "cartró-pedra" i no s'utilitzessin més paisatges naturals, i també el fet que no es fessin servir els trets fantàstics i religiosos de la tradició basca, cosa que la fa "buida i de plantejament pretensiós".

## Premis
La pel·lícula va aconseguir un premi econòmic de 100.000 ptes, als premis del Sindicat Nacional de l'Espectacle de 1952.